# Mistrzostwa Świata w Hokeju na Lodzie 2006 (II Dywizja)
Mistrzostwa Świata w Hokeju na Lodzie II dywizji 2006 odbyły się w dwóch państwach: w Bułgarii (Sofia) oraz w Nowej Zelandii (Auckland). Zawody grupy A rozegrane zostały w dniach 27 marca–2 kwietnia, grupy B zaś 3–9 kwietnia. To 6. turniej o awans do pierwszej dywizji mistrzostw świata (wcześniej grupy B).
W tej części mistrzostw uczestniczy 12 drużyn, które podzielone są na dwie grupy, w których rozgrywają mecze systemem każdy z każdym. Najlepsze drużyny awansują do pierwszej dywizji. Najgorsze spadają do III dywizji.
Hale, w których odbywają się zawody to:
- Hala Sportów Zimowych (Sofia)
- Botany (Auckland)

## Grupa A
Mistrzostwa Świata Dywizji II, grupy A rozgrywane były w stolicy Bułgarii - Sofii w dniach 27 marca - 2 kwietnia.
Mecze
27 marca 2006
| Rumunia             | 4:2 (2:0, 2:0, 0:2)  | Belgia            |
| Serbia i Czarnogóra | 4:1 (1:1, 2:0, 1:0)  | Hiszpania         |
| Bułgaria            | 14:1 (5:0, 3:1, 6:0) | Południowa Afryka |

28 marca 2006
| Belgia   | 2:2 (0:0, 1:0, 1:2)  | Serbia i Czarnogóra |
| Rumunia  | 19:3 (5:0, 6:0, 8:3) | Południowa Afryka   |
| Bułgaria | 3:1 (2:0, 1:1, 0:0)  | Hiszpania           |

30 marca 2006
| Rumunia  | 16:3 (6:0, 5:0, 5:3) | Hiszpania           |
| Belgia   | 7:0 (3:0, 1:0, 3:0)  | Południowa Afryka   |
| Bułgaria | 4:2 (1:0, 2:1, 1:1)  | Serbia i Czarnogóra |

1 kwietnia 2006
| Serbia i Czarnogóra | 14:5 (3:1, 8:1, 3:3) | Południowa Afryka |
| Belgia              | 4:0 (2:0, 0:0, 2:0)  | Hiszpania         |
| Bułgaria            | 0:9 (0:1, 0:1, 0:7)  | Rumunia           |

2 kwietnia 2006
| Hiszpania | 5:3 (2:1, 2:0, 1:2)  | Południowa Afryka   |
| Rumunia   | 11:1 (3:1, 3:0, 5:0) | Serbia i Czarnogóra |
| Bułgaria  | 4:4 (2:2, 1:1, 1:1)  | Belgia              |

Tabela
Lp. = lokata, M = liczba rozegranych spotkań, W = Wygrane, R = Remisy, P = Porażki, G+ = Gole strzelone, G- = Gole stracone, Pkt = Liczba zdobytych punktów
| Lp. | Drużyna             | M | W | R | P | G+ | G- | +/- | Pkt |
| --- | ------------------- | - | - | - | - | -- | -- | --- | --- |
| 1   | Rumunia             | 5 | 5 | 0 | 0 | 59 | 9  | +50 | 10  |
| 2   | Bułgaria            | 5 | 3 | 1 | 1 | 25 | 17 | +8  | 7   |
| 3   | Belgia              | 5 | 2 | 2 | 1 | 19 | 10 | +9  | 6   |
| 4   | Serbia i Czarnogóra | 5 | 2 | 1 | 2 | 23 | 23 | 0   | 5   |
| 5   | Hiszpania           | 5 | 1 | 0 | 4 | 10 | 30 | -20 | 2   |
| 6   | RPA                 | 5 | 0 | 0 | 5 | 3  | 47 | -44 | 0   |

## Grupa B
Mistrzostwa Świata Dywizji II, grupy B rozgrywane były w największym mieście Nowej Zelandii - Auckland w dniach 3 - 9 kwietnia.
Mecze
3 kwietnia 2006
| Australia     | 5:1 (3:0, 1:0, 1:1) | Korea Północna   |
| Chiny         | 4:1 (2:0, 2:1, 0:0) | Meksyk           |
| Nowa Zelandia | 1:8 (0:5, 1:1, 0:2) | Korea Południowa |

4 kwietnia 2006
| Chiny            | 14:2 (6:0, 4:1, 4:1) | Korea Północna |
| Korea Południowa | 15:2 (5:0, 7:2, 3:0) | Meksyk         |
| Nowa Zelandia    | 2:6 (0:1, 0:2, 2:3)  | Australia      |

6 kwietnia 2006
| Korea Południowa | 4:2 (3:0, 0:1, 1:1) | Australia |
| Korea Północna   | 3:0 (2:0, 0:0, 1:0) | Meksyk    |
| Nowa Zelandia    | 0:5 (0:1, 0:2, 0:2) | Chiny     |

7 kwietnia 2006
| Australia     | 9:2 (2:0, 4:0, 3:2) | Meksyk           |
| Chiny         | 6:3 (0:1, 4:1, 2:1) | Korea Południowa |
| Nowa Zelandia | 0:3 (0:0, 0:1, 0:2) | Korea Północna   |

9 kwietnia 2006
| Korea Południowa | 5:1 (2:1, 2:0, 1:0) | Korea Północna |
| Chiny            | 5:5 (2:2, 1:1, 2:2) | Australia      |
| Nowa Zelandia    | 3:4 (0:2, 1:2, 2:0) | Meksyk         |

Tabela
Lp. = lokata, M = liczba rozegranych spotkań, W = Wygrane, R = Remisy, P = Porażki, G+ = Gole strzelone, G- = Gole stracone, Pkt = Liczba zdobytych punktów
| Lp. | Drużyna          | M | W | R | P | G+ | G- | +/- | Pkt |
| --- | ---------------- | - | - | - | - | -- | -- | --- | --- |
| 1   | Chiny            | 5 | 4 | 1 | 0 | 34 | 11 | +23 | 9   |
| 2   | Korea Południowa | 5 | 4 | 0 | 1 | 35 | 12 | +23 | 8   |
| 3   | Australia        | 5 | 3 | 1 | 1 | 27 | 14 | +13 | 7   |
| 4   | Korea Północna   | 5 | 2 | 0 | 3 | 10 | 24 | -14 | 4   |
| 5   | Meksyk           | 5 | 1 | 0 | 4 | 9  | 34 | -25 | 2   |
| 6   | Nowa Zelandia    | 5 | 0 | 0 | 5 | 6  | 26 | -20 | 0   |